# Maryland-Toleranz-Gesetz

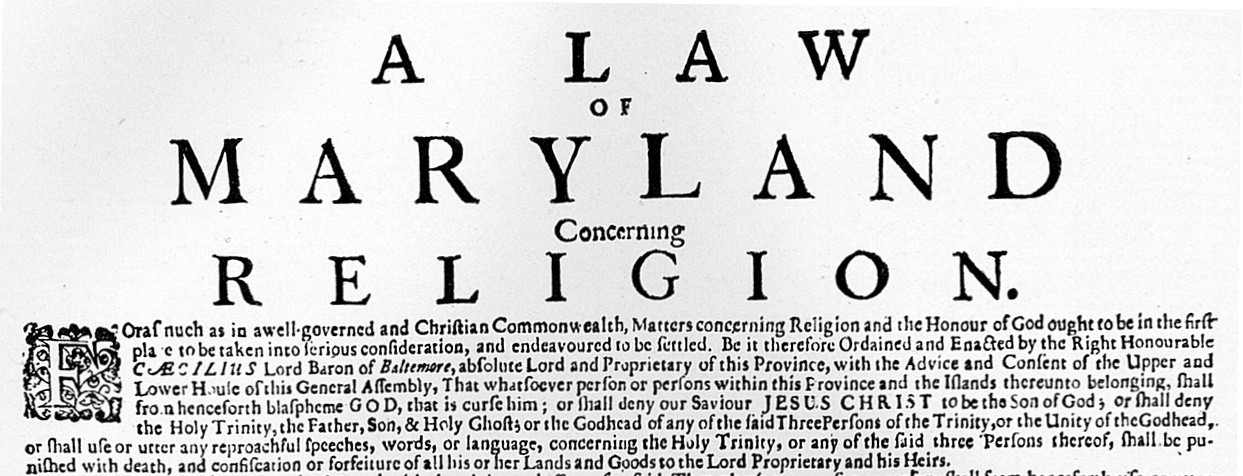
Dokument des Maryland-Toleranz-Gesetzes

Das Maryland-Toleranz-Gesetz (engl. Maryland Toleration Act), das 1649 in der englischen Kolonie Province of Maryland in Kraft trat, war eines der ersten Gesetze, das ausdrücklich andere (christliche) Konfessionen als die Kirche von England tolerierte. Es gilt als Vorläufer des 1. Zusatzartikels zur Verfassung der Vereinigten Staaten.
Aufgrund der Vielzahl der christlichen Bekenntnisse, die bereits im 17. Jahrhundert in den amerikanischen Kolonien anzutreffen waren, war eine derartige Toleranzpolitik eigentlich unumgänglich. Cæcilius Calvert, 2. Baron Baltimore, der katholische Lord Proprietor der Province of Maryland gilt als Urheber des Edikts. Als Gouverneur für Maryland setzte er nach Unruhen in der Provinz 1648 William Stone ein, der in seinem Auftrag am 21. April 1649 dieses  religiöse Toleranzedikt verfügte. In Reaktion auf das Edikt kam es zu erneuter Rebellion in der Provinz, Puritaner rissen die Macht in Maryland an sich. Erst 1657 wurde Calvert wieder in seine Rechte eingesetzt und das Toleranzedikt von 1649 erneuert.